# Dombiratos
Dombiratos este un sat în districtul Mezőkovácsháza, județul Békés, Ungaria, având o populație de 599 de locuitori (2011). 

## Demografie
Componența etnică a satului Dombiratos
     Maghiari (96,5%)
     Români (2,03%)
     Necunoscut (0,74%)
     Romi (0,74%)
     Alții (0,74%)
Componența confesională a satului Dombiratos
     Fără religie (14,36%)
     Reformați (2,5%)
     Necunoscută (82,64%)
     Mozaici (0,5%)
     Alte religii (1,84%)
Conform recensământului din 2011, satul Dombiratos avea 599 de locuitori. Din punct de vedere etnic, majoritatea locuitorilor (96,5%) erau maghiari, cu o minoritate de români (2,03%). Apartenența etnică nu este cunoscută în cazul a 0,74% din locuitori. Nu există o religie majoritară, locuitorii fiind persoane fără religie (14,36%) și reformați (2,5%). Pentru 82,64% din locuitori nu este cunoscută apartenența confesională.